# مونيكا جيرمان
مونيكا جيرمان هي متزحلقة سويسرية، ولدت في 23 أبريل 1954.

## وصلات خارجية
- مونيكا جيرمان على موقع أوليمبيديا (الإنجليزية)